# Lagardelle-sur-Lèze
Lagardelle-sur-Lèze település Franciaországban, Haute-Garonne megyében. Lakosainak száma 3304 fő (2022. január 1.). Lagardelle-sur-Lèze Labarthe-sur-Lèze, Beaumont-sur-Lèze, Eaunes, Miremont és Vernet községekkel határos.

## Népesség
A település népességének változása:
| Lakosok száma | 610  | 1139 | 1823 | 2433 | 2648 | 2889 | 3045 | 3169 | 3231 | 3304 |
|               | 1968 | 1982 | 1990 | 2006 | 2013 | 2015 | 2017 | 2019 | 2020 | 2022 |